# Nettelbeckplatz
Der Nettelbeckplatz ist ein Platz im Berliner Ortsteil Wedding. Der dreieckige Platz wird von Reinickendorfer, Pank- und Lindower Straße begrenzt und teilt die Gerichtstraße. Sowohl Reinickendorfer wie auch Pankstraße sind Hauptverkehrsstraßen mit hohem Verkehrsaufkommen, was den Platz prägt. Südlich des Platzes verläuft die Berliner Ringbahn, der S-Bahnhof Wedding ist in unmittelbarer Nähe.

## Geschichte

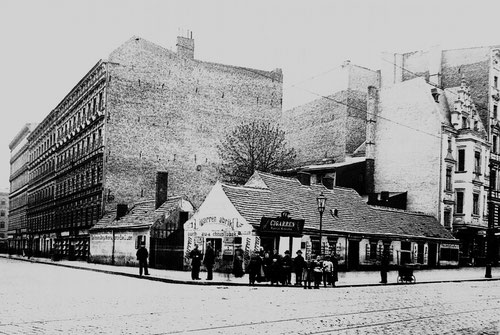
Vorwerk Wedding um 1890 nördlich des Nettelbeckplatzes

Das Vorwerk Wedding, der historische Ursprung des Weddings lag in unmittelbarer Nähe des heutigen Nettelbeckplatzes. Aus der Vorzeit des Gutes ist wenig bekannt, seine Blüte lag im frühen 17. Jahrhundert, während es nach dem Dreißigjährigen Krieg verfiel. 1817 kaufte die Stadt Berlin dieses Gut und parzellierte das Land. Ein Plan von 1872, erstellt durch den Regierungsconducteur Lampe, zeigt für das Gebiet des heutigen Nettelbeckplatzes eine regelmäßige Parzellierung. Das Gebiet lag am Zusammentreffen der Straßen nach Reinickendorf (Reinickendorfer Straße) und Pankow (Pankstraße). Zusammen mit der entstehenden Gerichtsstraße bildete sich ein dreieckiger Platz, den James Hobrecht in seinen Hobrecht-Plan aufnahm. Hobrecht strebte dabei eine sternförmige statt einer dreieckigen Gestaltung an, die allerdings letztlich nicht umgesetzt wurde.
Der Platz hieß im Hobrecht-Plan zunächst Platz M und wurde am 1. Mai 1884 nach Joachim Nettelbeck wegen seiner Rolle bei der erfolgreichen Verteidigung Kolbergs 1807 benannt. Die formale Platzgestaltung begann 1893 mit der Anlage von Pflanzungen zwischen den einmündenden Straßen. Der Plan hierfür stammte von Hermann Mächtig. 1911 forderte die Berliner Parkdeputation, die Flächen zu pflastern, da der Pflegeaufwand für die Pflanzen zu hoch sei. Im Jahr 1921 wurden die Pflanzen tatsächlich entfernt, dafür ein Haltekiosk für die sich mittlerweile dort kreuzenden Straßenbahnlinien errichtet.
Im Jahr 1953 erfolgte der Umbau in einen Kreisverkehr, dessen Mittelinsel von vier Straßenbahnlinien gekreuzt wurde. Betreten des Platzes durch Fußgänger war nicht vorgesehen und angesichts der Verkehrssituation auch kaum möglich. Seitdem 1985 die Verkehrsführung der Reinickendorfer Straße geändert wurde, und diese nördlich des Platzes in die Pankstraße einmündet, hat der Platz seine heutigen Ausmaße. 1979 gewann der Architekt Günther Fischer einen städtebaulichen Ideenwettbewerb mit seinen Plänen zur Umgestaltung zum Stadtplatz, die 1981 bis 1987 in Teilen realisiert wurden. Plan war es, den Verkehr zu beruhigen und den Platz wieder für Passanten nutzbar zu machen.
Zwischen 2005 und 2006 wurde der Platz durch die Landschaftsarchitektin Barbara Willecke unter Bürgerbeteiligung durch einfache Veränderungen (u. a. Sitzelemente um die Bäume) abermals umgestaltet.
Der Platz wurde 2025 nach Martha Ndumbe benannt, einer schwarzen deutschen Frau, die im Nationalsozialismus ermordet wurde.

## BrunnenTanz auf dem Vulkan

### Beschreibung
Den Mittelpunkt des Platzes bildet ein 1988 entworfener Brunnen mit der Figurengruppe Tanz auf dem Vulkan. Ein rundes Brunnenbecken aus rötlichem und hellgrauem Granit mit einem Durchmesser von etwa neun Metern enthält einen gut zwei Meter hohen Vulkan, auf dessen Kegel vier lebensgroße Bronzefiguren tanzen, sowie eine bronzene Sängerin in Bühnenpose. Am Fuß des Vulkans sitzt ein – an seinem Huf erkennbarer – bronzener Satyr an einem Piano aus schwarzem Eruptivgestein (Gabbro – Belfast Black). Die eingelassene Klaviatur ist aus Bronze. Die Brunnenskulptur stammt von der Künstlerin Ludmila Seefried-Matějková und wird von ihr wie folgt erläutert: „Der Vulkan symbolisiert die heutige Welt: Die Menschen, die – animiert vom Satyr – um den Krater des Vulkans tanzen, singen und balancieren, wollen die Gefahr nicht wahrhaben, die Menschen wollen leben!“

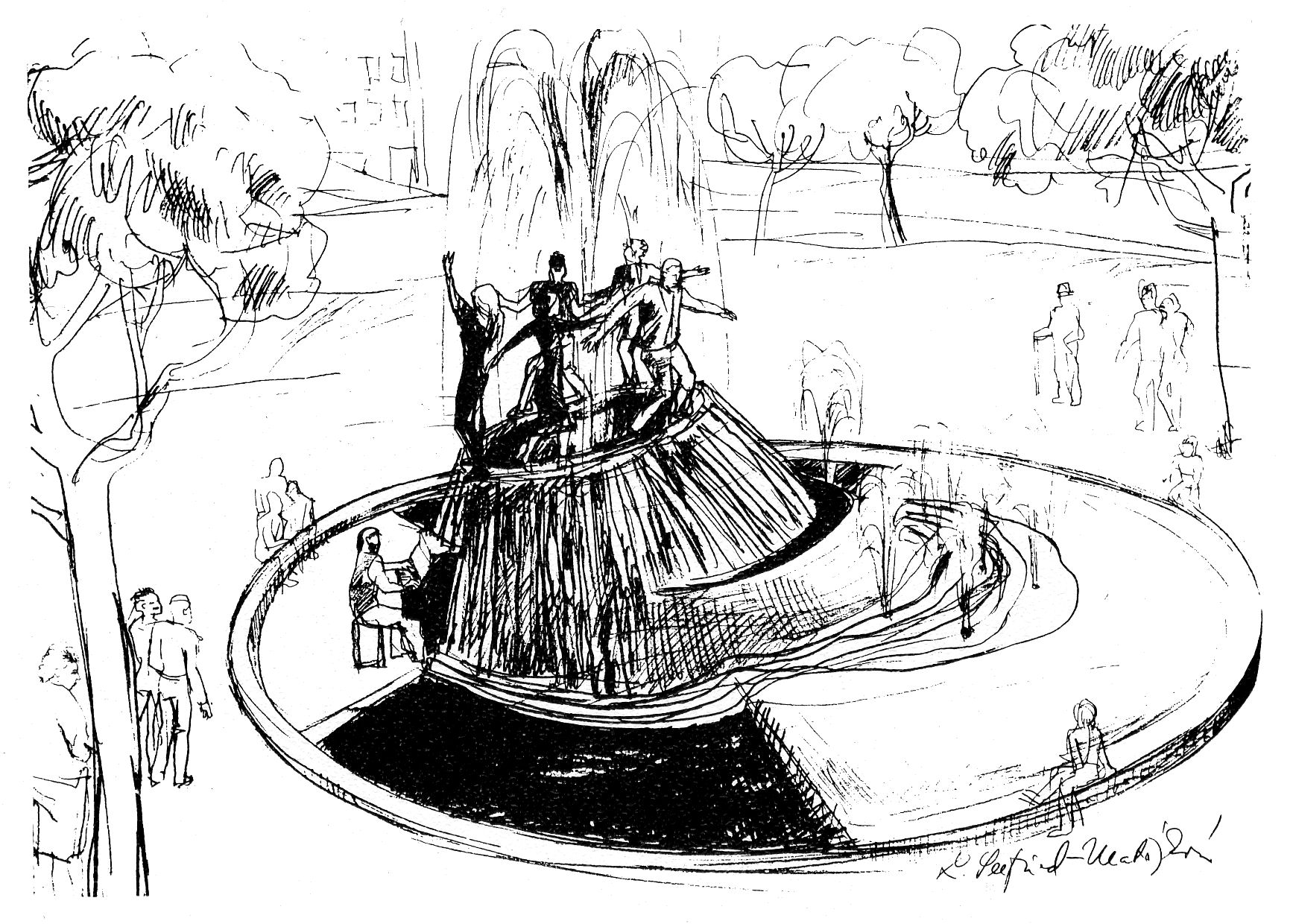
Entwurfszeichnung
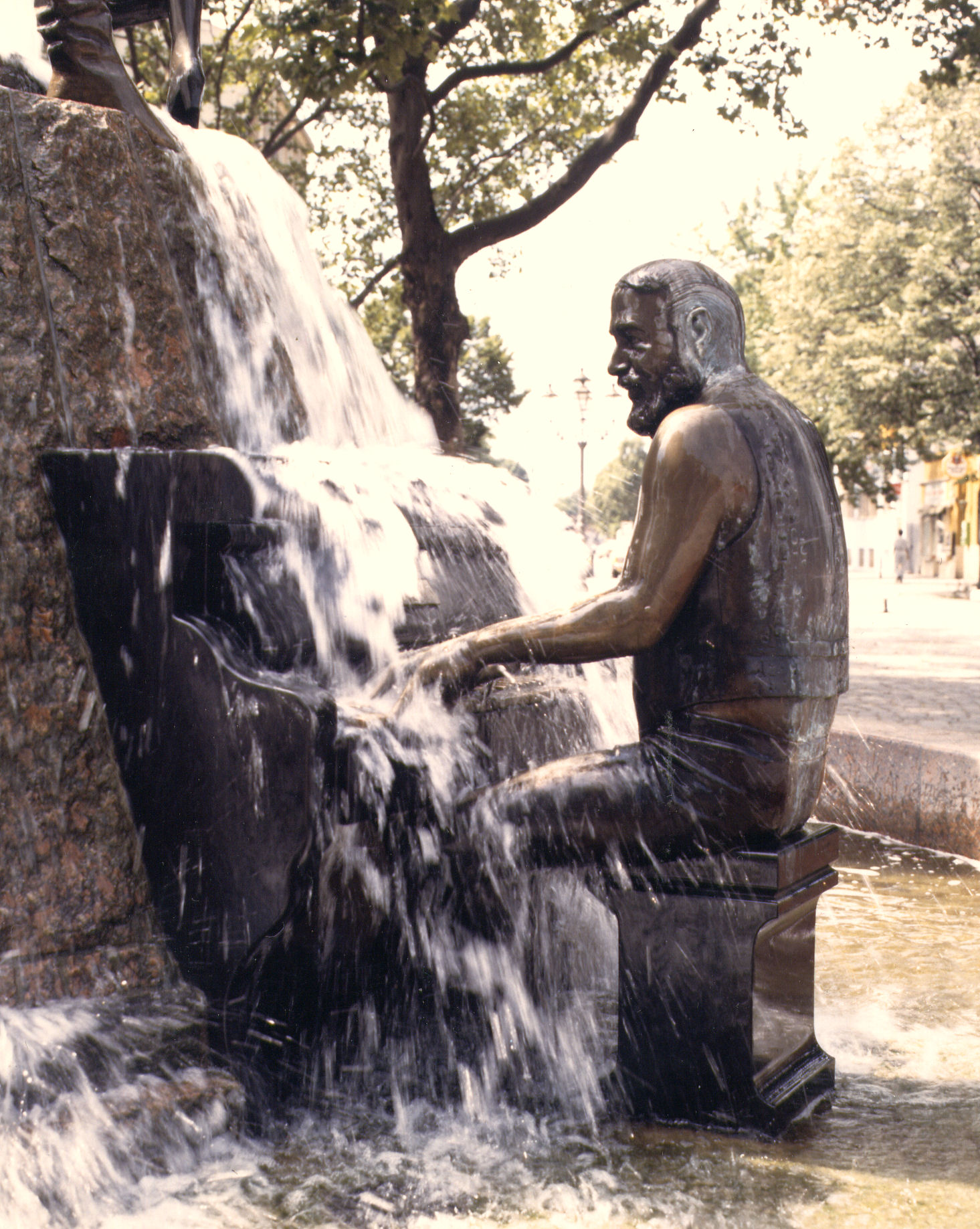
Satyr am Pianola
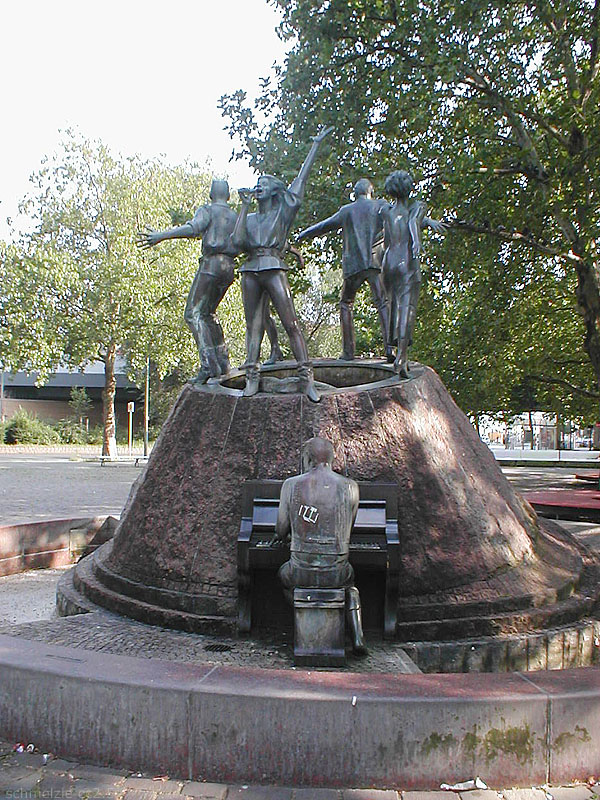
Fertiger Brunnen mit Figurengruppe

### Wettbewerb zur künstlerischen Gestaltung
Der Landschaftsarchitekt Michael Hennemann (Gartenbauamt Wedding) erhielt 1986 die Aufgabe, für den Stadtplatz mit künftig regem Marktbetrieb einen Kunstwettbewerb vorzubereiten und durchzuführen. Von ihm wurden fünf namhafte Berliner Künstler ausgewählt. Die GRW 77 waren Grundlage des Wettbewerbsverfahrens. Das Preisgericht bestand aus einem freischaffenden Landschaftsarchitekten, einem Kunsthistoriker, einem Vertreter des Berufsverbandes Bildender Künstler, einem freien Architekten und einem Vertreter des Bezirksamts Wedding als Bauherrn. Einstimmig wurde der Entwurf der Bildhauerin Ludmila Seefried-Matějková zur Realisierung empfohlen. Sie wurde beauftragt, ein Gipsmodell der Brunnenplastik im Maßstab 1:10 anzufertigen. Die vorgesehenen Figuren waren von ihr in Gips im Maßstab 1:1 als Vorlage für die Bronzegüsse in der Bildgießerei Hermann Noack zu fertigen. In enger Abstimmung mit der Bildhauerin oblag es Michael Hennemann, die Brunnenanlage zu realisieren: Die Einweihung fand im Rahmen 25 Jahre Stadterneuerung für Menschen im Wedding statt. Die Gesamtkosten des Brunnens beliefen sich auf 1,28 Millionen Mark (kaufkraftbereinigt in heutiger Währung: rund 1,38 Millionen Euro).

## Nutzung
Dienstags und freitags findet auf dem Nettelbeckplatz ein Wochenmarkt statt.